# Agua ligera
En la terminología de reactores nucleares, el agua ligera o agua empobrecida en deuterio (en inglés: deuterium-depleted water, DDW) es aquel volumen líquido constituido casi exclusivamente por isótopos de la molécula de agua con dos átomos de {\displaystyle {}_{1}^{1}H} y 1 de {\displaystyle {}_{8}^{16}O}, presentando una muy baja concentración de deuterio natural. Otros reactores usan agua pesada. Los reactores de 'agua ligera' son más simples y baratos que los reactores normales, y aunque tienen la misma capacidad de generar electricidad, no están diseñados para producir plutonio para la fabricación de armas.
- Datos: Q3100716